# Ports (comarca)
Ports (Tiếng Tây Ban Nha: Los Puertos de Morella) là một ’’comarca’’ trong tỉnh Castellón, Cộng đồng Valencian, Tây Ban Nha.

## Các đô thị bên trong
- Castellfort
- Cinctorres
- Forcall
- Herbés
- La Mata
- Morella
- Olocau del Rey
- Palanques
- Portell de Morella
- Todolella
- Vallibona
- Villores
- Zorita del Maestrazgo